# Кий Лариса
Лари́са Лози́нська-Ки́й, до шлюбу Лозинська (17 березня 1950, Мюнхен — 6 березня 2023, США) — українська громадська діячка, професор кафедри бухгалтерського обліку Університету Роуена, багаторічна президентом Злученого українсько-американського допомогового комітету.

## З життєпису
Мати Марія з тернопільської області — громадська діячка, акторка українського кіно, а батько Євген Лозинські, громадсько-політичний діяч з Івано-Франківської області — пережив серію смертельних епізодів, будучи політичним в'язнем у нацистському концтаборі Аушвіц, а потім пережив Марш смерті в'язнів 1945 року. Обоє батьків були частиною великої групи українських біженців війни, які чекали на переселення у післявоєнній Європі, де народилася Лариса (в Мюнхені) як переміщена особа.
Злучений Український Американський Допомоговий Комітет спонсорував еміграцію сім'ї в Америку. Свій перший день народження Лариса провела на острові Елліс. Фотограф зняв її усміхнене обличчя, яке було опубліковане в газеті Нью-Йорк пост під заголовком «Молоде прибуття». Брат Аскольд народився вже в Нью-Йорку. Лариса здобула освіту економістки, викладала в Університеті Роуен у Нью-Джерсі, повний професор. Чоловік Лариси, Мирон Кий, син українських емігрантів, разом виховали трьох дітей. Обидві родини, Лозинські й Киї, вболівали за долю України, допомагали, як могли, українцям, займалися благодійною та суспільно-політичною громадською діяльністю.
За заслуги перед українським народом Ларису Лозинську-Кий відзначили президенти Віктор Ющенко, Петро Порошенко та Володимир Зеленський. Стала багаторічною президентом Злученого Українського Американського Допомогового (ЗУАДК), довголітнім членом Крайової Екзекутиви Українського Конґресового Комітету Америки та Об'єднання Жінок Оборони Чотирьох Свобід України. Також займала керівні посади в Спілці Української Молоді в Америці, Спілки Українських Студентських Товариств Америки, та Товаристві Української Студіюючої Молоді ім. Миколи Міхновського.

## Нагороди
- Відзнака Президента України — ювілейна медаль «25 років незалежності України» (22 серпня 2016) — за вагомий особистий внесок у зміцнення міжнародного авторитету Української держави, популяризацію її історичної спадщини і сучасних надбань та з нагоди 25-ї річниці незалежності України[1]
- орден княгині Ольги ІІІ ступеня (2020)[2]
- Медаль святого Володимира — найвища нагорода Світового Конґресу Українців
- Шевченківська Грамота Волі — найвище відзначення Українського Конґресового Комітету Америки